# Trax Records
Trax Records is een Amerikaans muzieklabel uit Chicago dat sinds 1984 bestaat. Het label werd door de excentrieke Larry Sherman opgericht. Later werd het overgenomen door zijn ex-vrouw Rachael Cain, die het label momenteel in bezit heeft.
Trax Records speelde een grote rol in de opkomst en ontwikkeling van housemuziek gedurende de jaren tachtig. Producers als Frankie Knuckles, Larry Heard, Phuture en Marshall Jefferson vonden er hun plek voor het uitbrengen van platen. Het label had echter ook een dubieuze reputatie vanwege het hebben van grote schulden en het niet betalen van producers. Ook was het label meer dan eens in rechtszaken verwikkeld.

## Geschiedenis
Larry Sherman bezat in de vroege jaren tachtig een kleine vinylperserij in een oud pakhuis. In 1985 werd hij benaderd door enkele producers om kleine hoeveelheden platen te persen met daarop housemuziek. Nieuwsgierig naar de muziek die men liet persen ging hij op onderzoek uit. Hij zag de potentie in de populaire housemuziek en benaderde Vince Lawrence en Jesse Saunders om hun muziek uit te brengen. Vanaf 1985 verschenen er platen op het label. De eerste artiest op het label werd Jesse Saunders, die als Le' Noiz de track Wanna dance (1985) uitbracht. Vince Lawrence werd de A/R manager en designer van het label. Ook raakte zangeres  "Screamin" Rachael Cain als vaste kracht bij het label betrokken. Niet veel later vertrok Cain met ruzie om eerst in New York en later in Europa haar geluk te beproeven. De doorbraak van het label werd in 1986 de ep The House Music Anthem van Marshall Jefferson. Niet veel later was het weer raak met het zeer invloedrijke Acid Traxx van Phuture en Can you feel it van Fingers Inc.. In 1987 volgden Baby wants to ride van Frankie Knuckles en No Way Back van Adonis. Een belangrijke rol speelde daarbij de invloedrijke dj Ron Hardy waarmee warme contacten waren en die veel tracks van het label draaide. 
In 1991 ging het label failliet maar in 1993 maakte het een doorstart. De relevantie van het label was echter verdwenen. De artiesten op het label bleven met name de producers uit de Chicago scene en er werd weinig geïnvesteerd in nieuw talent. Wel brachten DJ Rush en Paul Johnson een enkele keer wat uit op het label. De grote namen vertrokken in de jaren negentig, mede door onprofessioneel en onbetrouwbaar gedrag van Sherman. Artiesten werden vaak niet betaald en ook bij andere leveranciers bouwde het label grote schulden op. Ook spanden diverse producers rechtszaken tegen hem aan om de rechten over de muziek terug te krijgen. Het label probeerde in 1996 een afdeling in het Verenigd Koninkrijk van de grond te krijgen maar dat moest in 1998 alweer gestaakt worden. Het label raakte in zwaar weer. Sherman besloot zijn oude medewerkster Rachael Cain te benaderen om terug te keren. Ze werd benoemd als directeur en het tweetal trouwde. Het lukte echter niet om het tijd te keren en Trax Records bloedde dood. Evenals haar huwelijk met Sherman, waarvan ze weer scheidde. 
Rachael Cain ging echter verder met het uitbrengen van houseplaten. Ze was echter niet de enige eigenaar van het label. Sinds 2002 was er een samenwerking met het Canadese Casablanca trax inc. Met die samenwerking werden veel oude tracks opnieuw uitgebracht. Ook verschenen er compilaties met muziek van grote namen als Farley Jackmaster Funk, Joey Beltram en Armando. Er ontstond echter een conflict dat leidde tot een rechtszaak. In 2008 wist ze na een rechtszaak de hand te leggen op de naam Trax Records. Daarna blies ze het label nieuw leven in, Sherman was inmiddels van het toneel verdwenen. Sinds 2009 verschijnen er weer platen op Trax, en zijn oude releases opnieuw uitgebracht.
Larry Sherman stierf op 9 april van 2020 aan een hartaanval. Hij is 70 jaar geworden.

## Artiesten die werk uitbrachten op Trax Records
- Adonis
- Frankie Knuckles
- Joey Beltram
- Jesse Saunders
- Larry Heard
- Phuture
- Joe Smooth
- Marshall Jefferson
- Ron Hardy
- DJ Rush
- Farley Jackmaster Funk
- Ralphi Rosario
- Robert Armani
- Armando
- Afrika Bambaataa
- Paul Johnson

## Bekende platen van Trax Records
- Ron Hardy - Sensation
- Fingers Inc. - Can you feel it (1986)
- Marshall Jefferson - The House Music Anthem (1986)
- Sleezy D. - I've lost control (1986)
- Virgo - Free Yourself (1986)
- Phuture - Acid Traxx (1986)
- Adonis - No Way Back (1987)
- Frankie Knuckles pres. Jamie Principle - Baby wants to ride/Your Love (1987)
- Jungle Wonz - Time marches on (1987)